# پلوپز

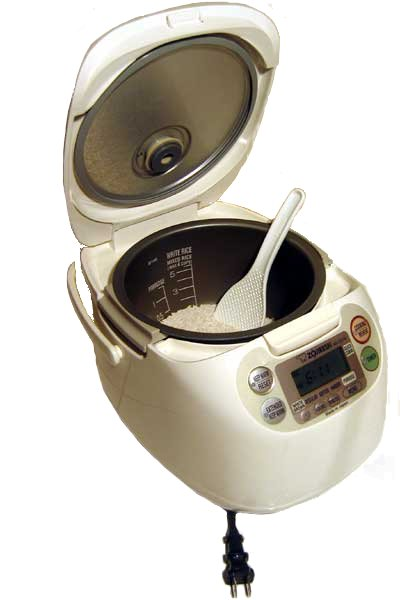
نمونه‌ای از پلوپز برقی همراه با برنج نپخته درون آن

پلوپز دستگاهی برقی است که در آن پلو به وسیله ی الکتریسیته ای که به المنت‌های آن می‌رسد، دستگاه را گرم کرده و برنج، آب و روغن موجود در پیمانه(ظرف) را می‌پزاند؛ این المنت‌ها در زیر پلوپز جای دارند. 